# Роберт Міллс
Роберт Лоренс Міллс (англ. Robert Laurence Mills; 15 квітня 1927 — 27 жовтня 1999) — американський фізик 20 століття, що спеціалізувався в області квантової теорії поля, теорії сплавів, і теорії багатьох тіл. Займаючи посаду в Брукгейвенській національній лабораторії, в 1954 році, Чженьнін Янг і Міллс запропонували тензорне рівняння для того, що зараз називається поля Янга-Міллса. Рівняння Максвелла є окремим випадком теорії Янгла-Міллса.

## Біографія
Міллс народився в Енглвуді, Нью-Джерсі, і закінчив школу Джордж. Він навчався в  Колумбійському коледжі з 1944 по 1948 рік. Він здобув ступінь магістра в Кембриджі, і ступінь Ph.D. з фізики в Колумбійському університеті в 1955 році. Після року в Інституті перспективних досліджень в Прінстоні, Нью-Джерсі, Міллс став професором фізики в Університет штату Огайо в 1956 році. Він залишався в цьому університеті до закінчення кар'єри в 1995 році.
Роберт Міллс був одружений з Еліс Еклі в 1948 році. Діти: сини Едуард і Джонатан, і дочки Кетрін, Сьюзен, і Дороті.
Міллс і Янг отримали премію Румфорда від Американської академії мистецтв і наук за «розвиток узагальненої калібрувально-інваріантної теорії поля» в 1954 році.